# Peter von Thure

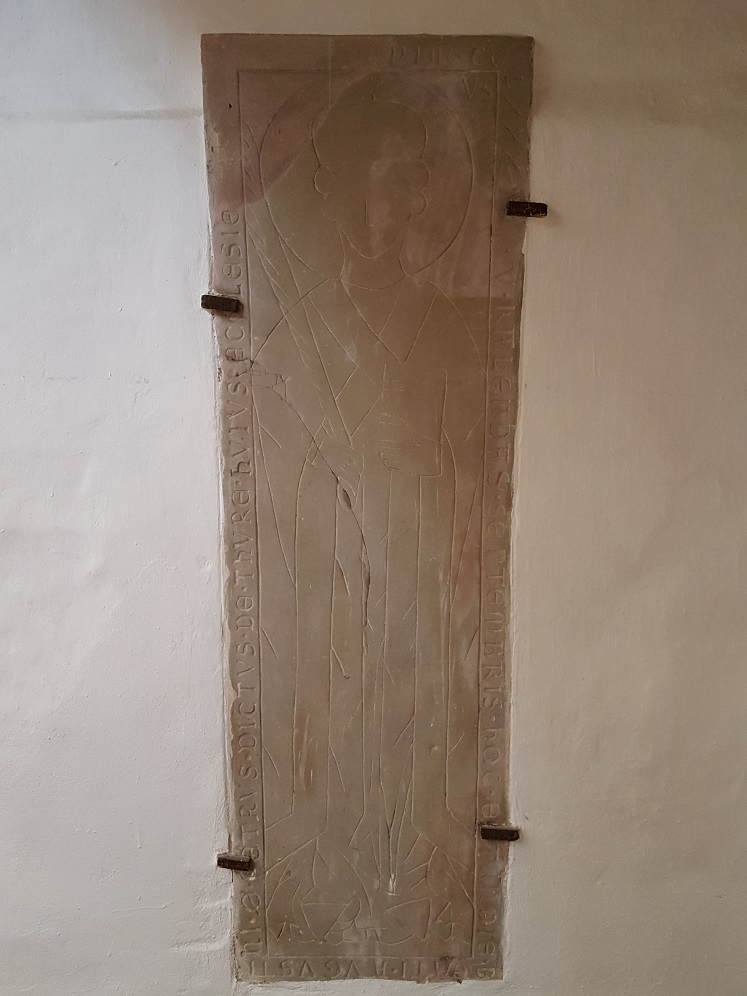
Grabplatte mit Darstellung Peters von Thure, Dom zu Brandenburg

Peter von Thure († 28. August 1282) war Propst und Domherr des Doms zu Brandenburg.

## Leben und Wirken
Thure war ein spätestens im frühen 14. Jahrhundert wüst gefallenes Dorf im Havelland zwischen Tremmen und Etzin. In Urkunden wurde Peter von Thure spätestens seit 1264 als Dompropst in Brandenburg erwähnt. In einer bischöflichen Urkunde von 1269 wurde er Kanoniker oder Domherr genannt.
Propst Peter von Thure starb am 28. August 1282. Er wurde im Dom zu Brandenburg im Mittelschiff beerdigt. Seine Grabplatte ist die älteste erhaltene im Dom und wurde später im nördlichen Querschiff aufgestellt. Besonderheit der Ritzzeichnung in dieser Grabplatte ist ein Glorienschein um den Kopf Peter von Thures, der Heiligen und sehr angesehenen Persönlichkeiten vorbehalten war.